# Moctezuma I.
Moctezuma I. (známý též jako Montezuma I. či Motecuhzoma I., 1390–1469) byl aztécký vládce, který vládl v letech 1440–1469. Na trůn nastoupil po smrti svého strýce Itzcóatla.
Moctezuma rozšířil hranice aztécké říše až k Mexickému zálivu. Podrobil si rovněž říše Huastéků a Totonaků. Za jeho vlády byl postaven akvadukt v Chapultepeku.
Moctezuma I. bývá někdy nazýván Huehemotecuhzoma („starý muž Motecuhzoma“), aby se tak odlišil od Moctezumy II.